# 春日フォレストシティ
春日フォレストシティ（かすがフォレストシティ）は、福岡県春日市と大野城市にまたがる地域にある、商業施設ゾーンおよび住宅ゾーンからなる新市街地の名称である。

## 概要
春日市（星見ヶ丘の一部）および一部大野城市（月の浦の一部）にまたがる地域に位置する。「九州カンツリー倶楽部 春日原ゴルフ場」移転跡地に、日本エスコン（現：エスコン）グループ会社が開発した。開発総面積は43haである。敷地は春日市にある春日原ゴルフ場に隣接し、白水大池公園やクリーンパーク南部（福岡市南部清掃工場）の近くにある。
2011年10月に商業施設が開業。中核店舗としてミスターマックス、ナフコ、ケーズデンキの3店舗がオープンし、のちにパチンコ店等が開業、さらにユニクロや、医療モールの開業が予定されている。

## 進出店舗
- ミスターマックス春日店
  - セリアミスターマックス春日店
  - サイゼリヤミスターマックス春日SC店
- ホームプラザナフコ春日フォレストシティ店
- ケーズデンキ春日店
- くら寿司春日星見ヶ丘店